# Winters, Kalifornien
Winters är en stad (city) i Yolo County, i delstaten Kalifornien, USA. Enligt United States Census Bureau har staden en folkmängd på 6 664 invånare (2011) och en landarea på 7,5 km².